# Park Sang-hong
Park Sang-hong (29 maart 1989) is een Zuid-Koreaans weg- en baanwielrenner die tussen 2016 en 2024 reed voor LX Cycling Team.

## Carrière
In 2015 werd Park, samen met Lee Ki-suk, Kim Ok-cheol en Jung Ha-jeon, nationaal kampioen ploegenachtervolging. Later dat jaar werd hij ook nationaal kampioen op de weg.
In 2017 sprintte Park, achter Sean Whitfield, naar de tweede plaats in de tweede etappe van de Ronde van de Filipijnen. De laatste etappe wist Park te winnen door in na sprint met een kleine groep als eerste over de finish te komen. Door zijn overwinning steeg hij vier plaatsen in het puntenklassement, waardoor hij bovenaan stond en zo met een voorsprong van negen punten op Fernando Grijalba het klassement op zijn naam mocht schrijven. Twee weken later werd hij Aziatisch kampioen op de weg door in de sprint van een uitgedunde groep Yousif Mirza en Jandos Bïjigitov achter zich te laten.

## Baanwielrennen

### Palmares
| Jaar | Z-KK                 | AK | WK | Overig |
| ---- | -------------------- | -- | -- | ------ |
| 2015 | Ploegenachtervolging |    |    |        |

## Wegwielrennen

### Overwinningen
2015
 Zuid-Koreaans kampioen op de weg, Elite
2017
4e etappe Ronde van de Filipijnen
Puntenklassement Ronde van de Filipijnen
 Aziatisch kampioen op de weg, Elite
2020
 Zuid-Koreaans kampioen op de weg, Elite

## Ploegen
- 2015 –  RTS-Santic Racing Team (vanaf 16-5)
- 2016 –  LX-IIBS Cycling Team
- 2017 –  LX Cycling Team
- 2018 –  LX Cycling Team
- 2019 –  LX Cycling Team
- 2020 –  LX Cycling Team
- 2021 –  LX Cycling Team
- 2022 –  LX Cycling Team
- 2023 –  LX Cycling Team
- 2024 –  LX Cycling Team

Bae · Cha · Kim · Park K. · Park S. · So · Yoo · Zhao
Bae · Cha · Kim E. · Kim K · Park K. · Park S.-hon. · Park S.-hoo. · So